# Idaea maritimaria
Idaea maritimaria là một loài bướm đêm trong họ Geometridae.